# Каслблейни

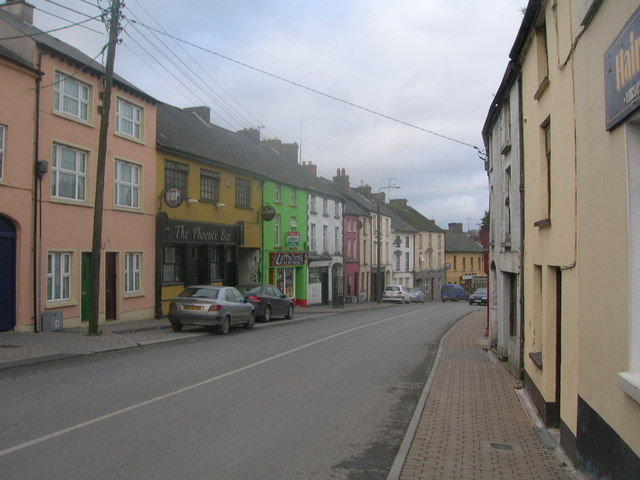

Каслблейни (англ. Castleblayney; ирл. Baile na Lorgan (Бале-на-Лораган)) — (малый) город в Ирландии, находится в графстве Монахан (провинция Ольстер). Среди известных уроженников города — Оуэн О’Даффи и Клэр Шеридан.
Железная дорога в городе была открыта 15 февраля 1849 года, закрыта для пассажиров 14 октября 1957 и окончательно закрыта 1 января 1960 года.
У Каслблейни есть город-побратим: французский город Ножан-сюр-Верниссон.

## Известные жители и уроженцы
- Имонн Тол — ирландский певец

## Демография
Население — 3124 человека (по переписи 2006 года). В 2002 году население составляло 2936 человек. При этом, население внутри городской черты (legal area) было 1822, население пригородов (environs) — 1302.
Данные переписи 2006 года:
| Общие демографические показатели |               |                               |                               |      |      |
| Всё население                    | Всё население | Изменения населения 2002—2006 | Изменения населения 2002—2006 | 2006 | 2006 |
| 2002                             | 2006          | чел.                          | %                             | муж. | жен. |
| 2936                             | 3124          | 188                           | 6,4                           | 1461 | 1663 |

В нижеприводимых таблицах сумма всех ответов (столбец «сумма»), как правило, меньше общего населения населённого пункта (столбец «2006»).
| Религия (Тема 2 — 5 : Число людей по религиям, 2006) |             |                |             |            |       |      |
| Католики, чел.                                       | Католики, % | Другая религия | Без религии | не указано | сумма | 2006 |
| 2834                                                 | 90,7        | 172            | 86          | 32         | 3124  | 3124 |

| Этно-расовый состав (Этничность. Тема 2 — 3 : Постоянное население по этническому или культурному происхождению, 2006) |            |              |       |        |        |            |       |       |
| Белые ирландцы | Лухт-шулта | Другие белые | Негры | Азиаты | Другие | Не указано | сумма | 2006  |
| 2687 | 10         | 288          | 9     | 33     | 32     | 37         | 3096  | 3124  |
| Доля от всех отвечавших на вопрос, %                                                                                   |            |              |       |        |        |            |       |       |
| 86,8 | 0,3        | 9,3          | 0,3   | 1,1    | 1,0    | 1,2        | 100   | 99,11 |

1 — доля отвечавших на вопрос о языке от всего населения.
| Владение ирландским языком (Тема 3 — 1 : Число людей от 3 лет и старше по способности говорить по-ирландски, 2006) |      |            |       |       |
| Владеете ли Вы ирландским языком?                                                                                  |      |            |       |       |
| Да | Нет  | Не указано | сумма | 2006  |
| 974 | 1960 | 53         | 2987  | 3124  |
| Доля от всех отвечавших на вопрос о языке, %                                                                       |      |            |       |       |
| 32,6 | 65,6 | 1,8        | 100   | 95,61 |

1 — доля отвечавших на вопрос о языке от всего населения.
| Использование ирландского языка (Тема 3 — 2 : Говорящие по-ирландски от 3 лет и старше по частоте использования ирландского языка, 2006) |                                                            |                                               |                                               |                                               |                                               |                                               |       |                                     |      |
| Как часто и где Вы говорите по-ирландски?                                                                                                |                                                            |                                               |                                               |                                               |                                               |                                               |       |                                     |      |
| ежедневно, только в образовательных учреждениях                                                                                          | ежедневно, как в образовательных учреждениях, так и вне их | в других местах (вне образовательной системы) | в других местах (вне образовательной системы) | в других местах (вне образовательной системы) | в других местах (вне образовательной системы) | в других местах (вне образовательной системы) | сумма | всего, отвечавших на вопрос о языке | 2006 |
| ежедневно, только в образовательных учреждениях                                                                                          | ежедневно, как в образовательных учреждениях, так и вне их | ежедневно                                     | каждую неделю                                 | реже                                          | никогда                                       | не указано                                    | сумма | всего, отвечавших на вопрос о языке | 2006 |
| 320 | 11                                                         | 22                                            | 50                                            | 285                                           | 251                                           | 35                                            | 974   | 2987                                | 3124 |
| Доля от всех отвечавших на вопрос о языке, %                                                                                             |                                                            |                                               |                                               |                                               |                                               |                                               |       |                                     |      |
| 10,7 | 0,4                                                        | 0,7                                           | 1,7                                           | 9,5                                           | 8,4                                           | 1,2                                           | 32,6  | 100                                 |      |

| Типы частных жилищ (Тема 6 — 1(a) : Число частных домовладений по типу размещения, 2006) |          |         |                 |            |       |      |
| Отдельный дом                                                                            | Квартира | Комната | Переносные дома | не указано | сумма | 2006 |
| 979                                                                                      | 117      | 6       | 4               | 36         | 1142  | 3124 |